# Lophoura cornuta
Lophoura cornuta is een eenoogkreeftjessoort uit de familie van de Sphyriidae. De wetenschappelijke naam van de soort is voor het eerst geldig gepubliceerd in 1919 door Wilson C.B..